# Jez Rajjaprabha
Jez Rajjaprabha (tajsko เขื่อนรัชชประภา เขื่อนรัช; Khuean Ratchaprapha) ali Cheow Lan Dam (เขื่อนเชี่ยว เขื่อนเชี่ยวหลาน; Khuan Chiao Lan) je večnamenski jez v Ban Cheow Lan. Njegov namen je proizvodnja električne energije, namakanje, nadzor poplav in ribolov. Gradnja se je začela 9. februarja 1982. Odprtje je bilo 30. septembra 1987. Kralj Bumibol Aduljadedž je jezu dal ime "Rajjaprabha", kar pomeni "luč kraljestva".
Rajjaprabha je nasipan jez z glinenim jedrom. Visok je 95 metrov, dolg 761 metrov, s prostornino 5.639 milijonov m3 vode in pokriva 185 km2. Elektrarna ima tri generatorje z močjo 80 MW, kar skupaj zagotavlja 240 MW proizvodne zmogljivosti.
Jezero vsako leto privabi več kot 70.000 turistov. Zaradi svoje pokrajine se imenuje »Guilin, Tajska«. Velik del jezera je pod nadzorom narodnega parka Khao Sok.